# Ciortomlîk
Ciortomlîk (în ucraineană Чортомлик) este o așezare de tip urban din orașul regional Ordjonikidze, regiunea Dnipropetrovsk, Ucraina. În afara localității principale, nu cuprinde și alte sate.

## Demografie
Componența lingvistică a așezării de tip urban Ciortomlîk
     Ucraineană (88,6%)
     Rusă (11,03%)
Conform recensământului din 2001, majoritatea populației așezării de tip urban Ciortomlîk era vorbitoare de ucraineană (88,6%), existând în minoritate și vorbitori de rusă (11,03%).